# Solanecio harennensis
Solanecio harennensis là một loài thực vật có hoa trong họ Cúc. Loài này được Mesfin miêu tả khoa học đầu tiên năm 1994.